# Batrachophrynus
Batrachophrynus là một chi động vật lưỡng cư trong họ Ceratophryidae, thuộc bộ Anura. Chi này có 2 loài và 100% bị đe dọa hoặc tuyệt chủng.